# Opel Zafira
Opel Zafira er en kompakt MPV fra Opel. Bilen kom på markedet i foråret 1999 som mindre efterfølger for Opel Sintra, og er baseret på Opel Astra. I Storbritannien sælges Zafira under Vauxhall-mærket, og i Australien som Holden.

## Overblik over de enkelte generationer
- Opel Zafira A
1999−2005
- Opel Zafira B
2005−2012
- Opel Zafira C
2012−2019
- Opel Zafira Life
2019−